# NGC 6562
NGC 6562 (другие обозначения — MCG 9-29-51, ZWG 279.1, ZWG 278.46, NPM1G +56.0262, PGC 61376) — галактика в созвездии Дракон.
Этот объект входит в число перечисленных в оригинальной редакции «Нового общего каталога».